# 甯姓
甯姓（ㄋㄧㄥˋ），爲中文姓氏之一，在《百家姓》中排名第241位，異體作寗姓。
中国大陆的“宁”姓实际包括“寧”姓和“甯”（寧的异体字）姓，在汉姓中“寧”姓比“甯”姓更為少見。中華人民共和國政府曾將「甯」視為「寧」的異體字廢除；2013年中華人民共和國教育部发布的《通用规范汉字表》将“甯”字列入，规定“甯”可用于姓氏人名。

## 起源
- 甯氏为康叔封的后裔，東周春秋時期衛國的衛武公之子季亹被封到甯（今河南省獲嘉縣）邑，他的子孙以后就以封地名作為姓氏。《左传全译》道：「甯氏出自衛武公，至甯喜为九世，并做卫卿，故言九世之卿族」。食采于甯邑，其后裔以邑为氏。[2]

- 源於蒙古，元代蒙古将领忙哥帖木儿拥兵南征，因其家族住在湖南常德卫，数代皆显宦，漢姓「寧」。元末明初，常德寧氏迁居宁乡、长沙及湖北孝昌等地。由於寧姓稀少，許多人改為「甯姓」

- 明朝正德年間寧王之亂，遭到贛南巡撫王陽明平定，餘黨四散，正德帝亦趕來親征，寧王部屬逃脫者害怕被收斬，故改姓「甯」。

## 聚集地
- 甯氏祖居地：齐郡（临淄）、河北、河南、广西等地。

## 堂号
- 齐郡堂

## 延伸阅读
[在维基数据编辑]
 《百家姓》
 《欽定古今圖書集成·明倫彙編·氏族典·甯姓部》，出自陈梦雷《古今圖書集成》